# Borneobospatrijs
De borneobospatrijs (Arborophila hyperythra) is een vogel uit de familie fazantachtigen (Phasianidae). De wetenschappelijke naam van de soort is voor het eerst geldig gepubliceerd in 1879 door Sharpe.

## Voorkomen
De soort is endemisch op Borneo.

## Beschermingsstatus
Op de Rode Lijst van de IUCN heeft de soort de status veilig.